# 定姜
定姜（?—?）是衛定公的夫人，劉向《列女傳》將其列入〈母儀傳〉。

## 人物簡述
定姜的兒子在娶妻之後就死了，沒有留下子嗣，定姜在她的媳婦守孝滿三年後送她回娘家，並親自送到城外。賦邶風的詩「燕燕于飛，差池其羽，之子于歸，遠送于野，瞻望不及，泣涕如雨。」回家後又賦「先君之思，以勗寡人。」表達自己對媳婦的慈愛與送別的不捨。
前584年的冬天，孫林父因被衛定公厭惡，逃到晉國。
前577年晉厲公派大夫郤犨送孫林父回衛國，衛定公原想推辭，定姜以孫林父與衛國君主同宗族，且又是身為當時大國的晉國派人前來，為避免亡國，勸衛定公接受，寬恕宗室大臣，以安定民心。後來衛定公於前577年十月病死，死前立他的妾敬姒的兒子衎為太子，即後來的衛獻公。定姜看到衎並不為衛定公之死悲傷，認為他將敗壞衛國，並從自己開始施行暴行，後悔不能讓衎的弟弟子鮮繼承衛國君主，孫林父聽到後將自己的重要器物移到孫氏的食邑戚，並親近晉國大夫。
前563年六月，楚國子囊與鄭國子耳進攻宋國，在訾毋（今河南鹿邑縣南）駐軍，十四日包圍宋國。衛獻公率軍救援，在襄牛（今河南睢縣）駐軍。鄭國皇耳為避免得罪楚國，遵從楚國命令進攻衛國。孫林父為追擊鄭軍進行占卜，並把占卜完的龜甲獻給定姜。定姜問孫林父占詞，孫林父回答:「山陵有人出征，而失去他們中的傑出人物。」定姜認為這是指抵抗入侵者有利，勸孫林父追擊鄭軍。後來孫林父的兒子孫蒯在犬丘（今山東曹縣北）俘虜了皇耳。
前559年，衛獻公告請孫林父及寧殖吃飯，自己卻在苑囿射雁，兩人到了苑囿，衛獻公未拿下打獵時戴的皮帽就跟兩人說話，令孫林父大怒。衛獻公曾因師曹鞭打他的愛妾，打師曹三百鞭，師曹因而在衛獻公請孫蒯飲酒時，在他面前唱《詩．小雅．巧言》的最後一章，其中有一句「無拳無勇，職為亂階」意指沒有力氣和勇猛卻專門製造禍源，師曹藉此激怒孫林父作亂。孫蒯將此事告訴孫林父，孫林父認為獻公忌恨自己，需先對他下手。孫林父將獻公派來結盟的人殺害，又殺死派來和解的子行，追趕逃往齊國的獻公，並打敗他的衛隊。子鮮跟隨獻公逃到衛與齊的邊，讓祝宗，即主持祭祀的人向宗廟報告自己逃亡的事，以及自已沒有罪過。定姜認為他有三罪:第一條是不與大臣商議國家政事，卻與小臣商討；第二條是不尊重衛定公留下來輔佐獻公的國政大臣孫林父；第三條是任意使喚作為夫人服侍前任君主的定姜，因此不應報告無罪，應只報告逃亡。

## 評價
劉歆《列女頌》:「衛姑定姜，送婦作詩，恩愛慈惠，泣而望之。數諫獻公，得其罪尤。聰明遠播，麗於文辭。」稱頌定姜對媳婦的慈愛，對獻公的勸諫，以及其聰明遠見及擅於詩文。頌文首先交代身分，後概括事跡，最後是評價，反映人物頌的內容層次關係。
《問經堂叢書》列女詩并序:「慈姑送婦望斜暉，燕羽差池欵欵飛。宥及宗卿能遠患，審將卜兆獨知微。文辭富瞻深閨少，社稷扶持重器歸。况復疆場堪禦寇，犬丘皇耳震餘威。」，同樣寫到定姜對媳婦的慈愛，以及送別時所賦的詩。並對於其勸衛定公寬恕孫林父、能判別卜辭，最後孫蒯成功俘獲皇耳之事表示讚揚。

## 延伸閱讀
1.何志華、朱國藩、樊善標編著.《古列女傳》與先秦兩漢重見資料彙編.香港 新界 沙田．香港中文大學:中文大學出版社.2004:24-26.ISBN 962-996-209-8
2.魯開泰譯注.《春秋左傳譯注》.武漢出版社.1998.444.469-471.546.569-570.ISBN 7-5430-1688-5/I.244
3.袁愈嫈譯.唐莫堯注.《詩經新譯注》.木鐸出版社.1983.46-48.354-357